# جانگ سو هی
جانگ سو هی (کره‌ای: 장서희؛ زادهٔ ۵ ژانویه ۱۹۷۲) بازیگر اهل کره جنوبی است. او در مجموعه‌های تلویزیونی از جمله افسانه افسونگر (۲۰۰۲) و وسوسه همسر ایفای نقش کرده است.